# Ivan Asen III di Bulgaria
Ivan Asen III di Bulgaria (in bulgaro Иван Асен III?, anche Йоан Асен III, Ioan Asen III,; 1259 circa – 1303) è stato un sovrano bulgaro che fu zar di Bulgaria dal 1279 al 1280.

## Biografia
Era figlio di Mico Asen di Bulgaria e Maria di Bulgaria, una figlia di Ivan Asen II e Irene di Tessalonica. Nacque attorno al 1259 e morì in esilio nel 1303.
Temendo il rapido successo di Ivailo di Bulgaria, l'imperatore bizantino Michele VIII Paleologo convocò Ivan Asen alla sua corte, gli concesse il titolo di despotes e gli diede in moglie sua figlia maggiore Irene Paleologina nel 1277 o 1278. Michele VIII inviò poi diversi eserciti bizantini per tentare di far proclamare Ivan Asen III imperatore della Bulgaria. Anche se Ivailo sconfisse molti di questi tentativi, venne bloccato per tre mesi a Drăstăr (Silistra) da parte dei mongoli alleati di Michele VIII. Nell'intervallo una forza bizantina assediò la capitale bulgara Tărnovo e, seguendo una voce che sosteneva la morte di Ivailo in battaglia, la nobiltà locale si arrese e accettò Ivan Asen III imperatore nel 1279.
Per rafforzare la sua posizione a Tărnovo, Ivan Asen III diede in sposa sua sorella Maria (Kira Maria) al nobile bulgaro-cumano Giorgio Terter, ma non riuscì ad affermarsi in tutto il paese. Ivailo riapparve davanti alle mura della capitale e sconfisse due tentativi bizantini tendenti ad alleviare l'assedio su Ivan Asen III. Disperando del successo, Ivan Asen III e Irene Paleologa fuggirono segretamente da Tărnovo con parte del tesoro del palazzo, tra cui pezzi catturati agli imperatori bizantini sconfitti in precedenti battaglie. Raggiungendo Mesembria (Nesebăr), la coppia imperiale navigò Costantinopoli, dove un infuriato Michele VIII rifiutò di riceverli per giorni per la loro viltà.
Nel 1280 o nel 1281, Ivan Asen III si recò presso l'orda d'oro, in competizione con Ivailo, nel tentativo di ottenere il sostegno per la sua restaurazione in Bulgaria. Il capo mongolo, Nogai Khan, uccise Ivailo ma non riuscì a ripristinare Ivan Asen III sul trono bulgaro. Quest'ultimo tornò ai suoi possedimenti di famiglia nella Troade e morì nel 1303.

## Famiglia
Ivan Asen III e Irene Paleologa divennero i progenitori della grande e influente famiglia Asan (o Asanes) nell'impero bizantino, che prosperò in varie corti e in governatorati provinciali fino alla fine dell'impero e delle sue province nella metà del XV secolo. Uno dei discendenti di Ivan Asen III, Irene Asanina (figlia di suo figlio Andronico Asen) sposò il futuro imperatore bizantino Giovanni VI Cantacuzeno e attraverso la loro figlia Elena (che aveva sposato l'imperatore Giovanni V Paleologo) divenne l'antenata di diversi imperatori bizantini.
Dal suo matrimonio con Irene Paleologina, Ivan Asen III ebbe sette figli:
1. Michele Asen, imperatore di Bulgaria.
2. Andronico Asen, padre di Irene Asanina, moglie di Giovanni VI Cantacuzeno.
3. Isacco Asen.
4. Manuele Asen.
5. Costantino Asen.
6. Teodora Asanina, che sposò Fernán Jiménez d'Aunez e poi Manuel Tagaris.
7. Maria Asanina, che sposò Roger de Flor.

## Ascendenza
|                           |                           |                           | Genitori          |  |  | Nonni |  |  | Bisnonni |  |
|                           |                           |                           |                   |  |  | …     |  |  | …        |  |
|                           |                           |                           |                   |  |  | …     |  |  | …        |  |
|                           |                           | …                         |                   |  |  | …     |  |  |          |  |
| Mico Asen di Bulgaria     |                           |                           |                   |  |  | …     |  |  |          |  |
|                           |                           | …                         | …                 |  |  |       |  |  |          |  |
|                           |                           | …                         | …                 |  |  |       |  |  |          |  |
|                           |                           | …                         | …                 |  |  |       |  |  |          |  |
| Ivan Asen III di Bulgaria |                           | …                         |                   |  |  |       |  |  |          |  |
|                           | Maria Asenina di Bulgaria | Ivan Asen I               |                   |  |  |       |  |  |          |  |
|                           | Maria Asenina di Bulgaria | Ivan Asen I               |                   |  |  |       |  |  |          |  |
|                           | Maria Asenina di Bulgaria | Elena-Eugenia di Bulgaria |                   |  |  |       |  |  |          |  |
| Maria Asenina di Bulgaria | Maria Asenina di Bulgaria |                           |                   |  |  |       |  |  |          |  |
|                           |                           | Irene Comneno Ducas       | Teodoro I d'Epiro |  |  |       |  |  |          |  |
|                           |                           | Irene Comneno Ducas       | Teodoro I d'Epiro |  |  |       |  |  |          |  |
|                           |                           | Irene Comneno Ducas       | Maria Petralife   |  |  |       |  |  |          |  |
|                           |                           | Irene Comneno Ducas       |                   |  |  |       |  |  |          |  |